# Mariana Cox Méndez
Mariana Cox Méndez, conhecida como Mariana Cox de Stuven ou por seus pseudónimos literários Shade e Oliver Brand, (Ponta Areias, 1871 - Paris, 8 de setembro de 1914) foi uma escritora feminista, ensaísta e novelista chilena. Dedicou-se a novelas e contos; além disso, colaborou nos jornais El Mercurio, La Unión e La Nación. Foi condenada e criticada pela sociedade de princípios do século XX devido ao trabalho que realizou em tais meios de comunicação, e inclusive, se chegou a publicar um texto difamatório contra a sua pessoa: A Cachetona (1913), uma novela sensacionalista que Tomás García Martínez (1883-1943) publicou depois de ela viajar para a Europa —onde faleceu—, na que não só a desacreditou, mas também ampliou sua crítica para outras mulheres que tratavam de desafiar a conservadora sociedade chilena. Para alguns autores, seu trabalho pode-se inserir dentro do denominado feminismo aristocrático, entre as que também se encontram outras escritoras como Inés Echeverría Bello, María Mercedes Vial, Teresa Wilms Montt, María Luisa Fernández de García Huidobro e Ximena Morla Lynch, entre várias outras.

## Obras
- Un remordimiento: (recuerdos de juventud) (novela curta, Santiago: Impr., Lit. e Encadernação Barcelona, 1909).
- La vida íntima de Marie Goetz (novela, Santiago: Impr., Litogr. e Encadernação Barcelona, 1909).